# Ярославська область
Яросла́вська о́бласть (рос. Яросла́вская о́бласть) — суб'єкт Російської Федерації, входить до складу Центрального федерального округу.
Адміністративний центр — місто Ярославль.
Межує з Тверською, Московською, Івановською, Владимирською, Костромською і Вологодською областями.
Утворена 11 березня 1936.

## Географія

### Природа
Клімат помірно континентальний, з сніжними зимами і коротким жарким літом. Раніше майже вся територія області була зайнята густими хвойними і мішаними лісами (ялина, сосна), але тепер більша їхня частина заміщена вторинними березово-осиковими лісами і орними землями. Великі території зайняті також болотами.
Кількість великих тварин сильно скоротилася, але в лісах все ще зустрічаються бурі ведмеді, вовки, лисиці, лосі і дикі свині.
У області зустрічається і гніздиться багато видів птахів. У містах звичайні птахи — це голуби, галки, сірі ворони, граки, хатні горобці і великі синиці.
Через область тече річка Волга; на Угличі і Рибинську побудовані дамби з ГЕС. Рибінське водосховище дуже велике за площею.
Корисні копалини — це в основному будівельні матеріали (пісок, гравій, глина) і торф. Також є мінеральні води (джерела і свердловини).

### Гідрографія
Територією області протікає 4327 річок загальною протяжністю 19 340 км, є 83 озера. Протяжність річки Волги на території області 340 км, річка зарегульована дамбами і стала практично ланцюгом водосховищ: Углицького (об'ємом 1,2 км³), Рибінського (25,4 км³), Горьковського (8,8 км³). Річний стік річок області становить 38,8 км³. Запаси прісних вод в області — 254 км³.
За якістю вода більшості водних об'єктів є помірно забрудненою. Найбільше забруднення здійснюють стічні води промислових підприємств.
На території області розвідано 30 родовищ прісних підземних вод (запаси — 540 тис. м³/д.) і 29 — мінеральних і розсолах (2,6 тис. м³/д.). Прісні води застосовуються в господарсько-питному водопостачанні, в технічних цілях, мінеральні води — як лікувальні, розсолів і в промислових цілях. Значний потенціал надр в частині геотермальних ресурсів (12-15 млрд т умовного палива).
В даний час розвіданими експлуатаційними запасами підземних вод забезпечено 20 % міст і селищ міського типу.
Огорожу прісних підземних вод здійснюють 726 водокористувачів при експлуатації близько 2500 свердловин. Споживачами прісних підземних вод є невеликі сільські і промислові населені пункти і 7 районних центрів. Частково використовують для господарський-питного водопостачання підземні води міста Рибинськ (9,5 %) і Углич (26,9).

## Населення
Населення, за даними на 2005 рік приблизно рівно 1338,7 тис. осіб. Щільність населення — 36,8 осіб/км² (2005), питома вага міського населення — 81,3 % (2005).
Перепис 2002 року показав такі результати:
- Все населення — ≈1 368 000 осіб
- Чоловіки — 618 000 осіб
- Жінки — 750 000 осіб

- Міське населення — 1 107 000 осіб
- Сільське — 261 000 осіб
- Середня тривалість життя: 63 року (чоловіки — 57, жінки — 72).
- 98 % жителів — громадяни Росії

Населення практично мононаціональне: більшість росіяни.
| Народ                                       | Чисельність, 2002, тис. (* [Архівовано 24 січня 2012 у WebCite]) |
| ------------------------------------------- | ---------------------------------------------------------------- |
| Росіяни                                     | 1301,1 (95,15 %)                                                 |
| Українці                                    | 13,2 (1 %)                                                       |
| Татари                                      | 6,2 (0,45 %)                                                     |
| Вірмени                                     | 6,0                                                              |
| Азербайджанці                               | 5,7                                                              |
| Білоруси                                    | 4,3                                                              |
| Єзиди                                       | 2,7                                                              |
| Цигани                                      | 1,3                                                              |
| Грузини                                     | 1,2                                                              |
| Німці                                       | 1,0                                                              |
| Євреї                                       | 1,0                                                              |
| показані народи з кількістю понад 1000 осіб |                                                                  |

## Адміністративно-територіальний поділ і місцеве самоврядування
З 2006 року на території області існують 112 муніципальних утворень, з них:
- 3 міських округа
- 17 муніципальних районів
- 12 міських поселень
- 80 сільських поселень

Місто Рибінськ отримало статус міського округу за підсумками референдуму 4
вересня 2005 року.
Міські округи:
- Муніципальне утворення місто Ярославль
- Муніципальне утворення місто Переславль-Залєський
- Міський округ місто Рибинськ

Міста обласного підпорядкування:
| Назва міста          | Населення (2002) |
| Ярославль            | 613 088          |
| Переславль-Залєський | 43 379           |
| Ростов               | 34 141           |
| Рибинськ             | 222 653          |
| Тутаєв               | 42 644           |
| Углич                | 38 260           |

Муніципальні райони:
| Назва району           | Населення (2002) | Районний центр          | Населення райцентру (2002) |
| Большесельський район  | 10 703           | с. Велике Село          | 3 721                      |
| Борисоглєбський район  | 14 847           | смт Борисоглєбський     | 5 957                      |
| Брейтовський район     | 9 183            | с. Брейтово             | 3 710                      |
| Гаврилов-Ямський район | 28 923           | м. Гаврилов-Ям          | 19 105                     |
| Даниловський район     | 29 594           | м. Данилов              | 17 245                     |
| Любімський район       | 13 987           | м. Любім                | 6 254                      |
| Мишкінський район      | 11 885           | м. Мишкін               | 6 076                      |
| Некоузький район       | 19 756           | с. Новий Некоуз         | 3 707                      |
| Некрасовський район    | 24 487           | смт Некрасовське        | 6 489                      |
| Первомайський район    | 13 145           | смт Пречисте            | 5 092                      |
| Переславський район    | 22 576           | м. Переславль-Залєський |                            |
| Пошехонський район     | 18 209           | м. Пошехоння            | 6 973                      |
| Ростовський район      | 38 593           | м. Ростов               |                            |
| Рибинський район       | 31 095           | м. Рибинськ             |                            |
| Тутаєвський район      | 17 131           | м. Тутаєв               |                            |
| Углицький район        | 15 540           | м. Углич                |                            |
| Ярославський район     | 53 579           | м. Ярославль            |                            |

### Інші населені пункти
Берендєєво, Велике Село, Борісоглебський, Борок (Ярославська область), Брейтово, Бурмакино, Варегово, Грешнево, Ітларь, Карабіха, Красні Ткачі, Красний Профінтерн, Кубрінськ, Курба, Льовашово, Мишкін, Новий Некоуз, Некрасовське, Пісочне, Петровськ, Пречисте, Семібратово, Смоленське, Толбухино, Туношна
Найстаріше місто області — Ростов. Місто Молога (відоме з XIII століття) було затоплене Рибінськім водосховищем в 40-х роках XX століття.

## Економіка
Ярославська область входить до числа найрозвиненіших в промисловому відношенні регіонів Росії. За обсягом виробництва промислової продукції область входить у першу трійку регіонів Центрального округу РФ, за сукупним показником рівня соціально-економічного розвитку займає 11 місце в Росії. Близько 300 ярославських підприємств мають федеральне значення і є лідерами в своїх галузях. За даними рейтингового агентства «Експерт», Ярославська область за рівнем інвестиційних рисок перебуває на четвертому місці, за показником активності і сприятливості законодавства для інвесторів — на другому місці в Росії.
Відстань від Ярославля до Москви — 282 км. Адміністративний центр області — місто Ярославль — лежить на перетині найважливіших залізничних, автомобільних і водних шляхів.

### Основні галузі і найважливіші продукти промислового і сільськогосподарського виробництва

#### Машинобудування
Машинобудування — головна галузь промисловості області. На неї приходиться половина працюючих в промисловості і майже 40 % продукції, що випускається. Спеціалізація машинобудування відрізняється різноманітністю: електротехнічна промисловість, хімічне і нафтове машинобудування, верстатобудівна промисловість, приладобудування, суднобудівна промисловість, дизелебудування, виробництво дорожніх машин. Машинобудівні заводи є майже у всіх містах області. Моторобудування — Ярославль, Рибинськ, Тутаєв; суднобудування — Ярославль, Рибинськ; радіоелектроніка — Ярославль; приладобудування — Ярославль, Ростов; годинникове виробництво — Углич; поліграфічні і дорожні машини — Рибинськ; верстатобудування — Ярославль, Данилов.

#### Хімічна і нафтохімічна промисловість
Підприємства хімічної і нафтохімічної промисловості виробляють автобензин, дизельне паливо і паливний мазут, лакофарбну продукцію, пластмаси і синтетичні смоли, вироби з пластмас, синтетичні каучуки, шини, технічний вуглець, гумо- і асбесто-технічні вироби, хіміко-фотографічну продукцію.

#### Лісова і деревообробна промисловість
Представлена лісозаготівлею, лісопереробною і паперовою промисловістю. Принципи розміщення даної галузі: заготовка лісу — у джерел сировини, а деревообробка — в крупних промислових центрах.

#### Легка промисловість
Представлена текстильною, швейною, шкіряно-хутряною і взуттєвою підгалузями.

#### Харчова промисловість
Представлена крахмало-патоковими, борошномельними, комбікормовими, кондитерськими, лікеро-горілчаними, пиво-безалкогольними, м'ясопереробними, молокопереробними підприємствами.

#### Сільське господарство
Тваринництво (молочна велика рогата худоба, розведення свиней, в Тутаєвському, Большесельському, Углицькому районах розвинене вівчарство смушковий-шубного напряму, брейтовська порода свиней, навколо крупних міст — Ярославля і Рибинська побудовані крупні птахофабрики); рослинництво — переважання кормових культур, зернові культури, картопля, технічні культури, головна з яких льон, цикорій, овочі.
Головні промислові центри: міста Ярославль, Рибинськ, Тутаєв, Углич. На початку 1990-х років Адміністрацією області був узятий курс на активну зовнішньоекономічну і міжрегіональну політику. Сьогодні продукція ярославських підприємств поставляється в 93 країни миру. Адміністрація Ярославської області має угоди про зовнішньоекономічну торгову діяльність з іноземними державами: Білоруссю, В'єтнамом, Німеччиною, Узбекистаном, Україною, Чорногорією, Естонією і ін. Діють представництва Ярославської області в Республіці Узбекистан і в Республіці Білорусь (у Ярославлі відкритий Торговий Дім «Білорусь»). Діє представництво Ярославської області в Кабардино-Балкарської Республіці (у Ярославлі відкритий Торговий дім «Ельбрус» Кабардино-Балкарської Республіки).

#### 1-і секретарі Ярославського обласного комітету ВКП(б)/КПРС
- 1936—1937 — Вайнов Антон Романович
- 1937—1938 — Зимін Микола Миколайович
- 1938—1938 — Пересторонін Василь Петрович, в.о.
- 1938—1939 — Шахурін Олексій Іванович
- 1939—1942 — Патолічев Микола Семенович
- 1942—1942 — Канунніков Михайло Якович
- 1942—1946 — Ларіонов Олексій Миколайович
- 1946—1949 — Турко Йосип Михайлович
- 1949—1952 — Ситников Георгій Семенович
- 1952—1954 — Лук'янов Володимир Васильович
- 1954—1957 — Алфьоров Павло Микитович
- 1957—1961 — Баринов Борис Агафонович
- 1961—1963 — Лощенков Федір Іванович
- 1963—1964 (сільський) — Торопов Василь Федорович
- 1963—1964 (промисловий) — Лощенков Федір Іванович
- 1964—1986 — Лощенков Федір Іванович
- 1986—1990 — Толстоухов Ігор Аркадійович
- 1990—1991 — Калінін Сергій Олександрович

#### Голови виконавчого комітету Ярославської обласної ради
- 1936—1937 — Заржицький Григорій Григорович
- 1937—1937 — Фомін Василь Кузьмич
- 1937—1938 — Кондаков Олександр Андрійович
- 1938—1940 — Большаков Дмитро Олексійович
- 1940—1943 — Гогосов Володимир Антонович
- 1943—1945 — Гаврилов Микола Панасович
- 1945—1947 — Правоторов Микола Іванович
- 1947—1949 — Смирнов Михайло Петрович
- 1949—1950 — Пашкін Микола Семенович
- 1950—1951 — Виноградов Василь Михайлович
- 1951—1954 — Орлов Михайло Леонідович
- 1954—1957 — Нечипоренко Всеволод Пилипович
- 1957—1961 — Борисенко Анатолій Семенович
- 1960—1962 — Зайцев Леонід Іванович
- 1962—1964 (сільський) — Зайцев Леонід Іванович
- 1962—1964 (промисловий) — Клименко Іван Юхимович
- 1964—1979 — Торопов Василь Федорович
- 1979—1985 — Попов Володимир Іванович
- 1985—1990 — Горульов Володимир Федорович
- 1990—1991 — Ковальов Володимир Андрійович
- 1990—1993 — Веселов Олександр Миколайович (голова обласної ради)